# Куцколь (озеро)
Куцколь (также Кусколь) — пресноводное озеро в Мурманской области России, находится на территории Кольского района и муниципального округа Мончегорск.
Расположено на севере области, в системе реки Монча, северо-западнее Кашкозера, в 82 километрах к юго-западу от Мурманска. Находится у северного края Волчьей Тундры на высоте 155,5 метра над уровнем моря. Форма озера вытянутая, максимальное расстояние между крайними точками — около 8,7 км, у расширения в северной части ширина достигает 1,9 км. Площадь озера — 5,39 км², площадь водосбора равна 293 км². 
Река Монча под названием Ольче, протекающая через озёра Нижнее и Верхнее Ольче, впадает на юге и вытекает на юго-востоке под названием Куцколь. Также впадает несколько ручьёв. Имеется несколько некрупных островов в северной и центральной части.
Берега сильно изрезаны, высокие, заболоченные в западной части акватории, покрыты лесотундрой. Озеро окружают отдельные горные вершины: гора Медвежья (383,4 м) на севере, Кайдышвар (311,3 м) на юго-востоке, Ядвинч на западе и Воронья Тундра на востоке. На северном берегу — остатки упраздненного поселения Куцколь.